# William McCleery
Sir William Victor McCleery (17 juillet 1887 - 30 octobre 1957) est un éminent unioniste d'Irlande du Nord.

## Biographie
McCleery est le directeur général de Hale, Martin and Company, et de 1921 à 1946 est le président de la chambre de commerce de Ballymoney, de 1922 à 1945 est président de la North Antrim Agricultural Association, et de 1931 à 1946 est président de la l'association des unionistes d'Antrim Nord. Il est également le Grand Maître de l'Ordre d'Orange dans le comté d'Antrim.
McCleery est élu député du Parti unioniste d'Ulster (UUP) pour North Antrim lors d'une élection partielle en 1945. En 1949, il est brièvement ministre du Travail, avant de devenir ministre du Commerce jusqu'en 1953. En 1949, il est également nommé au Conseil privé d'Irlande du Nord. Après avoir été démis de ses fonctions ministérielles, il devient président de l'Unionist Back Bench Committee jusqu'en 1956. Il est anobli en 1954.
McCleery est proposé par James Bailie comme un candidat possible pour le poste de Grand Maître de l'Ordre d'Orange en Irlande, et à la suite du retrait de tous les autres candidats sérieux, occupe le poste en 1954. Toujours député, il utilise le poste pour soutenir le gouvernement UUP d'Irlande du Nord. L'année suivante, il devient Grand Maître du Grand Conseil Impérial d'Orange du Monde.